# Czim
Czim (ros. Чим) – osiedle w Rosji, w Republice Komi, w rejonie udorskim. W 2010 liczyło 454 mieszkańców.